# Кава, Себастьян
Себастьян Кава (15 ноября 1972, Забже) — польский пилот-планерист. Десятикратный чемпион мира, многократный победитель чемпионатов Европы и Гран-при по планерному спорту. Продолжительное время номер один в международном рейтинге пилотов-планеристов. Действующий мировой чемпион в классе 15-метровых планеров и чемпион Европы в 18-метровом классе. Активный популяризатор авиации, автор книг о планеризме, блогер. Профессия — врач.
Пилот-планерист во втором поколении. Его отец Томаш Кава известен как пилот школы горных полётов в Жаре (Южная Польша). В юности занимался парусным спортом и выступал на соревнованиях в классе Кадет, Оптимист и классе 420. Одержал ряд побед на национальных чемпионатах и участвовал в соревнованиях европейского и мирового уровня.